# Марк Амслер
Марк Амслер (Marc Amsler) e швейцарски офталмолог, роден през 1891 г. и починал през 1968 г.
Освен с богатата си клинична кариера допринася за развитието на офталмологията и със следните открития, носещи неговото име:
- решетка на Амслер – схема, използвана за функционална диагностика на заболявания на макулата;
- симптом на Амслер – кръвоизлив, предизвикан от натиска при апланационна тонометрия (или операция на катаракта) при пациент с хетерохромен иридоциклит на Фукс (дълго време се е смятало, че това е единственият и патогномоничен симптом на тази форма на иридоциклит).

## Медицинска кариера
Марк Амслер е обучаван като студент от Жул Гонен (Jules Gonin) в Лозанския университет и се превръща в негов последовател по отношение на идеите за възстановяване на отлепването на ретината. Амслер наследява Гонен като ръководител на катедрата по офталмология през 1935 г., а след 1944 г. е професор в Цюрихския университет.
Пионер е в изследването на преднокамерната течност при увеит и научно систематизира ретинална симптоматика. Смята се, че решетката, предложена от Амслер, е преоткриване на схема, използвана по-рано от Ландолт.

## Избрана библиография
- Le keratocone fruste au Javal. Ophthalmologica, Basel, 1938, 96: 77-83.
- Heterochromie de Fuchs et fragilite vasculaire (в съавторство с Florian Verrey). Ophthalmologica, Basel, 1946, 111: 177.
- Lehrbuch der Augenheilkunde. Basel, Karger, 1948. 858 pages.
2 изд., M. Amsler, A. Bruckner, Adolphe Franceschetti, Hans Goldmann u. Enrico Bernardo Streiff, editors: New edition 1954, 927 pages.
3 изд., Basel, Freiburg im Breisgau, New York: Karger, 1961. 1011 pages.
- Quantitative and qualitative vision. Transactions of the Ophthalmological Society of the United Kingdom, London, 1949, 69: 397-410.
- Mydriase et myose directes et instantanées par les médiateurs chimiques. в съавторство с Florian Verrey. Annales d'oculistique, Paris, December 1949, 182 (12): 936.
- Earliest symptoms of diseases of the macula. The British Journal of Ophthalmology, London, 1953, 37: 521-537.
- L‘Humeur Aqueuse et ses Fonctions (в съавторство с Florian Verrey и Alfred Huber). Paris, Masson, 1955.